# 세인트루이스 카디널스
세인트루이스 카디널스(영어: St. Louis Cardinals)는 미국 미주리주 동부의 세인트루이스를 연고지로 하는 프로 야구 팀이다. 메이저 리그 내셔널 리그 중부 지구 소속이다.
월드 시리즈 우승 횟수는 뉴욕 양키스에 이어 11개의 우승 경력을 가지고 있는 내셔널리그 최고의 명문구단 중 하나로, 통산 2위에 링크되어 있다.
2011년 월드 시리즈에서 텍사스 레인저스를 꺾고 극적으로 월드시리즈 우승을 차지했다.
OB 베어스가 1987년 1월 22일 해당 구단과 자매결연을 맺어 한국프로야구 최초로 메이저리그 구단과 자매결연을 체결했다.
같은 주에 연고지가 있는 캔자스시티 로열스와는 소속 리그가 다르기 때문에, 인터리그 때 라이벌전이 열린다. 또한 1985년 월드 시리즈는 세인트루이스와 캔자스시티를 오고갔던 미주리 더비였다.

## 영구 결번
- #1 아지 스미스
- #2 레드 쇼인딘스트
- #6 스탠 뮤지얼
- #9 에노스 슬레터
- #10 토니 라 루사
- #14 켄 보이어
- #17 디지 딘
- #20 루 브록
- #23 테드 시먼스
- #24 화이티 허조그
- #42 브루스 수터
- #42 재키 로빈슨
- #45 밥 깁슨
- #85 어거스트 부시

## 역대 주요 선수
- 스탠 뮤지얼
- 밥 깁슨 : 투수
- 아지 스미스 : 유격수
- 대릴 포터 : 1982년 월드 시리즈 MVP
- 루 브록 : 영구 결번 ‘20’
- 브루스 수터 : 투수, 2006년 명예의 전당 헌액, 영구 결번 ‘42’
- 마크 맥과이어
- 앨버트 푸홀스
- 오승환 : 투수, 2016년 입단
- 폴 골드슈미트
- 김광현 (야구 선수)
- 짐 에드먼즈
- 애덤 웨인라이트
- 야디에르 몰리나

## 같이 보기
- 2020년 세인트루이스 카디널스 시즌